# Iván Román
Iván Ramiro Román Hurtado (* 12. Juli 2006 in Santiago) ist ein chilenischer Fußballspieler. Der Innenverteidiger steht aktuell bei Atlético Mineiro unter Vertrag.

## Karriere

### Verein
Iván Román begann seine Karriere im Alter von vier Jahren beim CD Palestino und durchlief die Jugendmannschaften bis zu seinem Profidebüt im Januar 2003. Zwei Monate später unterschrieb der erst 16-Jährige einen Profivertrag und wurde im Februar 2024 mit seinem Treffer gegen den Portuguesa FC zum jüngsten chilenischen Torschützen der Copa Libertadores. Im Februar 2025 wechselte der Defensivakteur zum brasilianischen Verein Atlético Mineiro.

### Nationalmannschaft
Román nahm 2023 mit der U17-Nationalmannschaft an der Südamerikameisterschaft in Ecuador teil. Im Januar 2025 spielte er mit der U20-Nationalmannschaft bei der Südamerikameisterschaft in Venezuela. Nur wenige Monate später erhielt er eine Einladung für die A-Nationalmannschaft für die Qualifikationsspiele zur Weltmeisterschaft 2026 gegen Argentinien und Bolivien.